# れ
En la escritura japonesa, los caracteres silábicos (o, con más propiedad, moraicos) れ (hiragana) y レ (katakana) ocupan el 42.º lugar en el sistema moderno de ordenación alfabética gojūon (五十音), entre る y ろ; y el segundo en el poema iroha, entre た y そ. En la tabla a la derecha, que sigue el orden gojūon (por columnas, y de derecha a izquierda), se encuentra en la novena columna (ら行, "columna RA") y la cuarta fila (え段, "fila E").
Tanto れ como レ provienen del kanji 礼.

## Romanización
Según los sistemas de romanización Hepburn, Kunrei-shiki y Nihon-shiki, れ, レ se romanizan como "re".

## Escritura
| Escritura de れ | Escritura de レ |

- El carácter れ se escribe con dos trazos:

1. Trazo vertical en la parte izquierda del carácter.
2. Trazo similar al segundo trazo de わ, sólo que al final es vertical descendente y acaba curvándose un poco hacia arriba.

- El carácter レ se escribe con un solo trazo que empieza siendo vertical hacia abajo, forma ángulo y se curva hacia arriba a la derecha.

## Otras representaciones
- Sistema Braille:
| ●● －－ |
- Alfabeto fonético: 「れんげのレ」 ("el re de renge", donde renge es la flor de loto)
- Código Morse: －－－

- Datos: Q40803
- Multimedia: れ / Q40803